# Linkin Park Underground 5.0
Linkin Park Underground 5.0 (abreviado como LPU 5.0) é o quinto CD lançado pela banda americana de rock Linkin Park para o seu fanclub oficial, o LP Underground. O EP foi lançado em novembro de 2005.
O álbum apresenta seis faixas gravadas no Live 8, um desempenho da banda ao vivo em 2 de julho de 2005. Quatro das seis faixas do CD possuem vocais convidados do rapper Jay-Z, já que a maioria delas são versões ao vivo de músicas de Collision Course. O EP foi lançado em 5 de dezembro de 2005, coincidindo com o lançamento da nova versão do LP Underground.

## Composição
Todas as músicas apresentadas no EP foram realizadas ao vivo. Duas faixas são apenas as faixas de Linkin Park: "Somewhere I Belong" e "Breaking the Habit", enquanto outras três são de Collision Course ("Dirt Off Your Shoulder/Lying From You", "Big Pimpin'/Papercut", e "Jigga What/Faint"). A faixa "Public Service Announcement" é uma música de Jay-Z que a banda tocou para apresentá-la no palco, já que o Linkin Park e o Jay-Z combinaram as suas canções para que eles pudessem ter uma grande performance. Essa foi a única vez que a banda tocou a música.

## Faixas
| Faixas do CD   |                                                     |         |  |
| N.º            | Título                                              | Duração |  |
| 1.             | "Somewhere I Belong" (Live)                         | 4:19    |  |
| 2.             | "Breaking the Habit" (Live)                         | 4:41    |  |
| 3.             | "Public Service Announcement - Intro" (com Jay-Z)   | 1:18    |  |
| 4.             | "Dirt Off Your Shoulder/Lying From You" (com Jay-Z) | 4:05    |  |
| 5.             | "Big Pimpin'/Papercut" (com Jay-Z)                  | 2:33    |  |
| 6.             | "Jigga What/Faint" (com Jay-Z)                      | 3:51    |  |
| Duração total: | Duração total:                                      | 20:46   |  |